# آرثر غوردون
آرثر غوردون هو سياسي كندي، ولد في 1896 في كندا، وتوفي بنفس المكان في 29 يونيو 1953. حزبياً، نشط في الحزب الليبرالي في أونتاريو ‏. وقد انتخب عضو برلمان مقاطعة أونتاريو.